# Liga Argentina de Voleibol 2008-09
La temporada 2008-09 de la Liga Argentina de Voleibol, por motivos de patrocinio Liga Argentina Tarjeta Nativa Nación 2008/09, fue la decimotercera edición de la máxima competencia nacional de clubes. La temporada regular inició el 30 de octubre y finalizó el 10 de abril en el quinto partido de las finales. En esta temporada, Drean Bolívar se proclamó campeón por tercer año consecutivo, y alcanzó su quinto título de manera global al vencer en la serie final a La Unión de Formosa.
En esta temporada resaltó la vuelta de Marcos Milinkovic al plano nacional para jugar en La Unión de Formosa, tras jugar diecisiete años en el exterior. También estuvo Jorge Elgueta en dicho equipo.
En la previa a la liga regular, Drean Bolívar obtuvo la Copa ACLAV 2008 tras derrotar a Gigantes del Sur en la final.
El descendido en esta temporada fue Ciclista Olímpico, que había ascendido para esta temporada y así duró tan solo una edición en la máxima división.

## Equipos participantes
| Equipo                       | Localidad                     |
| ---------------------------- | ----------------------------- |
| Belgrano                     | Córdoba, Córdoba              |
| Chubut Volley                | Trelew, Chubut                |
| Ciclista Olímpico            | La Banda, Santiago del Estero |
| Drean Bolívar                | Bolívar, Buenos Aires         |
| Entre Ríos Voley             | Paraná, Entre Ríos            |
| La Unión de Formosa          | Formosa, Formosa              |
| Mendoza Vóley                | Mendoza, Mendoza              |
| Gigantes del Sur             | Neuquén, Neuquén              |
| Obras Sanitarias de San Juan | San Juan, San Juan            |
| Rosario Sonder               | Rosario, Santa Fe             |
| UPCN Vóley                   | San Juan, San Juan            |

## Modo de disputa
Fase regular
Los once equipos se enfrentan todos contra todos en dos rondas, jugando contra cada rival una vez de local y otra de visitante. Por cada partido ganado 3 a 0 o 3 a 1 se entregan 3 puntos, mientras que cada encuentro que se juegue hasta el quinto set da dos puntos al vencedor y un punto al perdedor. Una vez terminada las veintidós jornadas, se ordena a los equipos según la puntuación obtenida y, aquellos ubicados en las primeras ocho ubicaciones disputan los play-off del campeonato.
Play-offs
Los equipos se enfrentan tal que el mejor ubicado se empareje con el peor ubicado, disputando más partidos como local el mejor ubicado. Los cuartos de final y las semifinales son al mejor de cinco partidos, mientras que la final es al mejor de siete.

## Copa ACLAV
La Copa ACLAV de esta temporada fue la cuarta edición del torneo. El campeón fue Drean Bolívar que venció a Gigantes del Sur en la final.
|  | Semifinales         | Semifinales |                  |               | Final | Final |  |
|  |                     |             |                  |               |       |       |  |
|  |                     |             |                  |               |       |       |  |
|  | Drean Bolívar       | 3           |                  |               |       |       |  |
|  | Drean Bolívar       | 3           |                  |               |       |       |  |
|  | UPCN Vóley          | 1           |                  |               |       |       |  |
|  | UPCN Vóley          | 1           |                  | Drean Bolívar | 3     |       |  |
|  |                     |             |                  | Drean Bolívar | 3     |       |  |
|  |                     |             | Gigantes del Sur | 0             |       |       |  |
|  | Gigantes del Sur    | 3           | Gigantes del Sur | 0             |       |       |  |
|  | Gigantes del Sur    | 3           |                  |               |       |       |  |
|  | La Unión de Formosa | 0           |                  |               |       |       |  |
|  | La Unión de Formosa | 0           |                  |               |       |       |  |
|  |                     |             |                  |               |       |       |  |

### Semifinales
| Fecha         | Local            | Resul | Visitante           | Estadio                           | Set 1 | Set 2 | Set 3 | Set 4 | Set 5 |
| ------------- | ---------------- | ----- | ------------------- | --------------------------------- | ----- | ----- | ----- | ----- | ----- |
| 10 de octubre | Gigantes del Sur | 3 - 0 | La Unión de Formosa | Sociedad Unión Eléctrica, Córdoba | 25-22 | 26-24 | 25-18 | —     | —     |
| 10 de octubre | Drean Bolívar    | 3 - 1 | UPCN Vóley          | Sociedad Unión Eléctrica, Córdoba | 19-25 | 25-16 | 25-20 | 32-30 | —     |

### Final
| Fecha         | Local         | Resul | Visitante        | Estadio                           | Set 1 | Set 2 | Set 3 | Set 4 | Set 5 |
| ------------- | ------------- | ----- | ---------------- | --------------------------------- | ----- | ----- | ----- | ----- | ----- |
| 11 de octubre | Drean Bolívar | 3 - 0 | Gigantes del Sur | Sociedad Unión Eléctrica, Córdoba | 25-20 | 25-16 | 25-14 | —     | —     |

Campeón
Drean Bolívar
Tercer título

## Fase regular
Fuente: somosvoley.com.
| Pos. | Equipo              | Partidos | Partidos | Partidos | Pts |
| Pos. | Equipo              | PJ       | PG       | PP       | Pts |
| ---- | ------------------- | -------- | -------- | -------- | --- |
| 1.º  | Drean Bolívar       | 20       | 18       | 2        | 54  |
| 2.º  | La Unión de Formosa | 20       | 16       | 4        | 47  |
| 3.º  | UPCN Vóley          | 20       | 14       | 6        | 43  |
| 4.º  | Gigantes del Sur    | 20       | 12       | 8        | 38  |
| 5.º  | Chubut Volley       | 20       | 11       | 9        | 33  |
| 6.º  | Entre Ríos Voley    | 20       | 12       | 8        | 32  |
| 7.º  | Mendoza Vóley       | 20       | 9        | 11       | 26  |
| 8.º  | Belgrano (Córdoba)  | 20       | 8        | 12       | 25  |
| 9.º  | Rosario Sonder      | 20       | 5        | 15       | 17  |
| 10.º | Obras (San Juan)    | 20       | 3        | 17       | 8   |
| 11.º | Ciclista Olímpico   | 20       | 2        | 18       | 7   |

|  |                                                 |
|  | Clasificados a cuartos de final.                |
|  | Disputa serie por la permanencia, o "play-out". |
|  | Descendido a la Liga A2 de Vóley Argentino.     |

## Serie por la permanencia
Obras (San Juan) - Villa María (Córdoba)
| Obras (SJ)                                                                                 | 3 - 0 | Villa María | 25-20 | 25-17 | 25-19 |       |  |
| Villa María                                                                                | 3 - 1 | Obras (SJ)  | 22-25 | 25-22 | 25-20 | 25-17 |  |
| Obras (SJ)                                                                                 | 0 - 3 | Villa María | 17-25 | 22-25 | 19-25 |       |  |
| Villa María asciende con global 2 - 1 mientras que Obras Sanitarias de San Juan desciende. |       |             |       |       |       |       |  |

## Campeonato
|  | Cuartos de final | Cuartos de final    | Cuartos de final |                     |     | Semifinales         | Semifinales | Semifinales |  |     | Final         | Final | Final |  |
|  |                  |                     |                  |                     |     |                     |             |             |  |     |               |       |       |  |
|  |                  |                     |                  |                     |     |                     |             |             |  |     |               |       |       |  |
|  | 1.°              | Drean Bolívar       | 3                |                     |     |                     |             |             |  |     |               |       |       |  |
|  | 1.°              | Drean Bolívar       | 3                |                     |     |                     |             |             |  |     |               |       |       |  |
|  | 8.°              | Belgrano (Córdoba)  | 0                |                     |     |                     |             |             |  |     |               |       |       |  |
|  | 8.°              | Belgrano (Córdoba)  | 0                |                     | 1.° | Drean Bolívar       | 3           |             |  |     |               |       |       |  |
|  |                  |                     |                  |                     | 1.° | Drean Bolívar       | 3           |             |  |     |               |       |       |  |
|  |                  |                     | 4.°              | Gigantes del Sur    | 1   |                     |             |             |  |     |               |       |       |  |
|  | 4.°              | Gigantes del Sur    | 4.°              | Gigantes del Sur    | 1   | 3                   |             |             |  |     |               |       |       |  |
|  | 4.°              | Gigantes del Sur    |                  |                     |     |                     |             |             |  |     |               |       |       |  |
|  | 5.°              | Chubut Volley       | 2                |                     |     |                     |             |             |  |     |               |       |       |  |
|  | 5.°              | Chubut Volley       | 2                |                     |     |                     |             |             |  | 1.° | Drean Bolívar | 4     |       |  |
|  |                  |                     |                  |                     |     |                     |             |             |  | 1.° | Drean Bolívar | 4     |       |  |
|  |                  |                     | 2.°              | La Unión de Formosa | 1   |                     |             |             |  |     |               |       |       |  |
|  | 2.°              | La Unión de Formosa | 2.°              | La Unión de Formosa | 1   | 3                   |             |             |  |     |               |       |       |  |
|  | 2.°              | La Unión de Formosa |                  |                     |     |                     |             |             |  |     |               |       |       |  |
|  | 7.°              | Mendoza Voley       | 0                |                     |     |                     |             |             |  |     |               |       |       |  |
|  | 7.°              | Mendoza Voley       | 0                |                     | 2.° | La Unión de Formosa | 3           |             |  |     |               |       |       |  |
|  |                  |                     |                  |                     | 2.° | La Unión de Formosa | 3           |             |  |     |               |       |       |  |
|  |                  |                     | 3.°              | UPCN Vóley          | 0   |                     |             |             |  |     |               |       |       |  |
|  | 3.°              | UPCN Vóley          | 3.°              | UPCN Vóley          | 0   | 3                   |             |             |  |     |               |       |       |  |
|  | 3.°              | UPCN Vóley          |                  |                     |     |                     |             |             |  |     |               |       |       |  |
|  | 6.°              | Entre Ríos Voley    | 0                |                     |     |                     |             |             |  |     |               |       |       |  |
|  | 6.°              | Entre Ríos Voley    | 0                |                     |     |                     |             |             |  |     |               |       |       |  |
|  |                  |                     |                  |                     |     |                     |             |             |  |     |               |       |       |  |

El equipo ubicado en la primera línea obtuvo la ventaja de localía.
El resultado que figura es la cantidad de partidos ganados por cada equipo en la serie.

### Cuartos de final
Drean Bolívar - Belgrano
| Fecha         | Local         | Resul                                                                                                   | Visitante     | Set 1 | Set 2 | Set 3 | Set 4 | Set 5 |
| ------------- | ------------- | --- | ------------- | ----- | ----- | ----- | ----- | ----- |
| 26 de febrero | Drean Bolívar | 3 - 0                                                                                                   | Belgrano      | 25-19 | 25-18 | 25-20 |       |       |
| 28 de febrero | Drean Bolívar | 3 - 0 (enlace roto disponible en Internet Archive; véase el historial, la primera versión y la última). | Belgrano      | 25-16 | 25-23 | 25-22 |       |       |
| 5 de marzo    | Belgrano      | 0 - 3                                                                                                   | Drean Bolívar | 29-31 | 20-25 | 17-15 |       |       |

Gigantes del Sur - Chubut Volley
| Fecha         | Local            | Resul | Visitante        | Set 1 | Set 2 | Set 3 | Set 4 | Set 5 |
| ------------- | ---------------- | ----- | ---------------- | ----- | ----- | ----- | ----- | ----- |
| 26 de febrero | Gigantes del Sur | 2 - 3 | Chubut Volley    | 24-26 | 22-25 | 25-23 | 25-19 | 13-15 |
| 1 de marzo    | Gigantes del Sur | 3 - 2 | Chubut Volley    | 25-19 | 22-25 | 19-25 | 25-20 | 17-15 |
| 5 de marzo    | Chubut Volley    | 2 - 3 | Gigantes del Sur | 25-22 | 14-25 | 25-22 | 25-20 | 19-21 |
| 7 de marzo    | Chubut Volley    | 3 - 1 | Gigantes del Sur | 25-16 | 31-33 | 25-22 | 25-17 |       |
| 10 de marzo   | Gigantes del Sur | 3 - 2 | Chubut Volley    | 25-18 | 18-25 | 25-23 | 23-25 | 15-12 |

La Unión de Formosa - Mendoza Vóley
| Fecha         | Local               | Resul                                                                                                   | Visitante           | Set 1 | Set 2 | Set 3 | Set 4 | Set 5 |
| ------------- | ------------------- | --- | ------------------- | ----- | ----- | ----- | ----- | ----- |
| 26 de febrero | La Unión de Formosa | 3 - 0                                                                                                   | Mendoza Vóley       | 25-19 | 26-24 | 25-18 |       |       |
| 28 de febrero | La Unión de Formosa | 3 - 0 (enlace roto disponible en Internet Archive; véase el historial, la primera versión y la última). | Mendoza Vóley       | 25-19 | 25-17 | 25-15 |       |       |
| 5 de marzo    | Mendoza Vóley       | 0 - 3                                                                                                   | La Unión de Formosa | 20-25 | 16-25 | 21-25 |       |       |

UPCN Vóley - Entre Ríos Vóley
| Fecha         | Local            | Resul                                                                                                   | Visitante        | Set 1 | Set 2 | Set 3 | Set 4 | Set 5 |
| ------------- | ---------------- | --- | ---------------- | ----- | ----- | ----- | ----- | ----- |
| 26 de febrero | UPCN Vóley       | 3 - 1                                                                                                   | Entre Ríos Vóley | 25-21 | 25-16 | 24-26 | 25-19 |       |
| 28 de febrero | UPCN Vóley       | 3 - 0 (enlace roto disponible en Internet Archive; véase el historial, la primera versión y la última). | Entre Ríos Vóley | 25-19 | 27-25 | 25-23 |       |       |
| 6 de marzo    | Entre Ríos Vóley | 1 - 3                                                                                                   | UPCN Vóley       | 24-26 | 22-25 | 25-20 | 25-26 |       |

### Semifinales
Drean Bolívar - Gigantes del Sur
| Fecha       | Local            | Resul | Visitante        | Set 1 | Set 2 | Set 3 | Set 4 | Set 5 |
| ----------- | ---------------- | ----- | ---------------- | ----- | ----- | ----- | ----- | ----- |
| 13 de marzo | Drean Bolívar    | 3 - 0 | Gigantes del Sur | 25-16 | 32-30 | 25-21 |       |       |
| 15 de marzo | Drean Bolívar    | 3 - 0 | Gigantes del Sur | 25-22 | 25-18 | 25-18 |       |       |
| 19 de marzo | Gigantes del Sur | 3 - 2 | Drean Bolívar    | 25-18 | 15-25 | 25-23 | 21-25 | 16-14 |
| 21 de marzo | Gigantes del Sur | 0 - 3 | Drean Bolívar    | 21-25 | 17-25 | 17-25 |       |       |

La Unión de Formosa - UPCN Vóley
| Fecha       | Local               | Resul | Visitante           | Set 1 | Set 2 | Set 3 | Set 4 | Set 5 |
| ----------- | ------------------- | ----- | ------------------- | ----- | ----- | ----- | ----- | ----- |
| 12 de marzo | La Unión de Formosa | 3 - 1 | UPCN Vóley          | 23-25 | 25-17 | 25-20 | 25-20 |       |
| 14 de marzo | La Unión de Formosa | 3 - 1 | UPCN Vóley          | 23-25 | 25-21 | 25-21 | 25-20 |       |
| 19 de marzo | UPCN Vóley          | 0 - 3 | La Unión de Formosa | 22-25 | 16-25 | 21-25 |       |       |

### Final
Drean Bolívar - La Unión de Formosa
| Fecha       | Local               | Resul | Visitante           | Set 1 | Set 2 | Set 3 | Set 4 | Set 5 |
| ----------- | ------------------- | ----- | ------------------- | ----- | ----- | ----- | ----- | ----- |
| 27 de marzo | Drean Bolívar       | 3 - 1 | La Unión de Formosa | 23-25 | 25-22 | 25-22 | 25-15 |       |
| 29 de marzo | Drean Bolívar       | 3 - 1 | La Unión de Formosa | 28-30 | 25-23 | 25-20 | 25-19 |       |
| 2 de abril  | La Unión de Formosa | 3 - 2 | Drean Bolívar       | 23-25 | 25-22 | 18-25 | 25-21 | 15-9  |
| 3 de abril  | La Unión de Formosa | 0 - 3 | Drean Bolívar       | 20-25 | 22-25 | 20-25 |       |       |
| 9 de abril  | Drean Bolívar       | 3 - 1 | La Unión de Formosa | 25-27 | 25-16 | 25-16 | 25-14 |       |

| boder                 |
| Campeón Drean Bolívar |
| Quinto título         |

## Otros torneos durante la temporada

### Torneo Súper 8
El Torneo Súper 8, por motivos de patrocinio Torneo Súper 8 Tarjeta Nativa Nación, fue el torneo de mitad de temporada que juntó a los ocho mejores equipos de la primera ronda de la fase regular de la liga. El campeón del torneo fue Drean Bolívar que venció en la final a Mendoza Vóley en el Estadio Héctor Etchart de Ferro Carril Oeste de Buenos Aires.
| Fecha           | Local         | Resul | Visitante     | Estadio                              | Set 1 | Set 2 | Set 3 | Set 4 | Set 5 |
| --------------- | ------------- | ----- | ------------- | ------------------------------------ | ----- | ----- | ----- | ----- | ----- |
| 13 de diciembre | Drean Bolívar | 3 - 1 | Mendoza Vóley | Estadio Héctor Etchart, Buenos Aires | 25-21 | 24-26 | 25-18 | 25-20 | —     |

Campeón
Drean Bolívar
Primer título